# 海軍特別年少兵
『海軍特別年少兵』（かいぐんとくべつねんしょうへい）是1972年8月12日上映的戰爭片，本片為東寶株式會社創立40週年的紀念電影。

## 劇情概要
太平洋戰爭末期，美軍正一步步攻下日軍在太平洋上各個島嶼的基地，在硫磺島遭遇日方強烈的抵抗，而在那之前，日本軍部大本營組織了「海軍特別年少兵」，參加人員年齡竟然才只有14歲！而由日本軍方的嚴格訓練之下，將這些孩子們迅速成為頂天立地的男子漢，並送往硫磺島參與戰役，被迫遠離家園，最後仍免不了全軍覆沒的悲慘命運。

## 演員
- 工藤上等兵曹：地井武男
- 吉永中尉：佐佐木勝彥
- 江波洋一：佐山泰三
- 橋本治：粕谷正治
- 宮本平太：福崎和宏
- 栗本武：高塚徹
- 林拓二：中村まなぶ
- 橋本ぎん：小川真由美
- 江波史子（江波之母）：山岡久乃
- 林弥吉：加藤武
- 林八重：荒木道子
- 江波貞雄（江波之父）：内藤武敏
- 他吉：大滝秀治
- すず：佐々木すみ江
- 栗本昌子：奈良岡朋子
- 山中中尉：森下哲夫
- 原分隊長：近藤宏
- 国枝少尉：辻萬長
- 小川憲兵：蔵一彦
- 分隊士：遠藤征慈
- 教班長：高橋義治
- 老和尚：加藤嘉
- 食堂のおかみ：加藤土代子
- 兵事係：沢村いき雄
- 宮本吾市（宮本之父）：三國連太郎

## 製作人員
- 監製：望月利雄、内山義重
- 導演：今井正
- 編劇：鈴木尚之
- 音樂：佐藤勝
- 攝影：岡崎宏三
- 美術：村木與四郎
- 錄音：林穎四郎
- 照明：羽田昭三
- 剪輯：黒岩義民
- 副導演：河崎義祐
- 製作擔當者：橋本利明

## 外部連結
- 海軍特別年少兵 （页面存档备份，存于）（日語）